# إديث ماسي
إديث ماسي (بالإنجليزية: Edith Massey)‏ هي مغنية وممثلة أمريكية، ولدت في 28 مايو 1918 في سان فرانسيسكو في الولايات المتحدة، وتوفيت في 24 أكتوبر 1984 في لوس أنجلوس في الولايات المتحدة بسبب السكري.

## وصلات خارجية
- إديث ماسي على موقع IMDb (الإنجليزية)
- إديث ماسي على موقع ألو سيني (الفرنسية)
- إديث ماسي على موقع ميوزك برينز (الإنجليزية)
- إديث ماسي على موقع أول موفي (الإنجليزية)
- إديث ماسي على موقع قاعدة بيانات الأفلام السويدية (السويدية)
- إديث ماسي على موقع ديسكوغز (الإنجليزية)
- إديث ماسي على موقع قاعدة بيانات الفيلم (الإنجليزية)
- إديث ماسي على موقع كينوبويسك (الروسية)